# Club de Deportes Copiapó
Club de Deportes Copiapó is een Chileense voetbalclub uit Copiapó, een stad die gelegen is in de Atacamawoestijn. De club werd opgericht op 9 maart 1999, enkele maanden na de opheffing van Regional Atacama, dat in totaal zes seizoenen in de hoogste afdeling van het Chileense profvoetbal speelde, de Primera División.
Barnechea · 
Cobreloa · 
Deportes Copiapó · 
Deportes La Serena · 
Magallanes · 
Deportes Melipilla ·
Ñublense ·
Deportes Puerto Montt · 
Rangers ·
Unión San Felipe · 
San Luis · 
Deportes Santa Cruz · 
Santiago Morning · 
Santiago Wanderers · 
Deportes Temuco · 
Deportes Valdivia